# Rush Center (Kansas)
Rush Center é uma cidade localizada no estado americano de Kansas, no Condado de Rush.

## Demografia
Segundo o censo americano de 2000, a sua população era de 176 habitantes.
Em 2006, foi estimada uma população de 169, um decréscimo de 7 (-4.0%).

## Geografia
De acordo com o United States Census Bureau tem uma área de
1,0 km², dos quais 1,0 km² cobertos por terra e 0,0 km² cobertos por água. Rush Center localiza-se a aproximadamente 608 m acima do nível do mar.

## Localidades na vizinhança
O diagrama seguinte representa as localidades num raio de 24 km ao redor de Rush Center.